# Дарюс Пліскаускас
Да́рюс Пліска́ускас (лит. Darius Pliskauskas; народився 29 вересня 1980, Електренай, Литва) — литовський хокеїст, нападник. Наразі виступає за «Единбург Кепіталс». 

## Спортивна кар'єра
У складі національної збірної Литви учасник кваліфікаційних турнірів до зимових Олімпійських ігор 2006 та зимових Олімпійських ігор 2010, учасник молодіжних збірних країни (U18 та U20) на юніорських чемпіонатах світу, та почав виступати за головну команду країни з 2000 року, на чемпіонатах світу — 1999 (група «С»), 2000 (група «С»), 2001 (дивізіон I), 2002 (дивізіон II), 2003 (дивізіон I), 2004 (дивізіон II), 2005 (дивізіон I), 2006 (дивізіон I), 2007 (дивізіон I) і 2010 (дивізіон I).
Виступав за «Енергія» (Електренай), «Німан» (Гродно), «Металургс» Лієпая, «Единбург Кепіталс», «Янтар» (Сєверск) та «Ромфорд Рейдерс».